# Arthur Nebe
Arthur Nebe (ur. 13 listopada 1894 w Berlinie, zm. 21 marca 1945 w więzieniu Plötzensee) – SS-Gruppenführer, szef hitlerowskiej policji kryminalnej (Kripo) i dowódca Einsatzgruppe B.

## Życiorys
W młodości miał zostać teologiem i uczył się języka hebrajskiego, jednak po wybuchu I wojny światowej zgłosił się na ochotnika do niemieckiej armii (służył w niej do 1920). Następnie Nebe rozpoczął studia prawnicze, a w kwietniu 1920 został przyjęty do policji kryminalnej. Po wzroście znaczenia NSDAP (do której wstąpił w 1931, również w tym roku stał się członkiem SS) wykorzystał życiową szansę, sprawiając wrażenie, iż zawsze był antysemitą. Dzięki temu szybko awansował zarówno w SS, jak i w policji kryminalnej (przez pewien czas służył także w Gestapo). Wreszcie 30 czerwca 1937 stanął na czele Kripo (ujednoliconej na całym obszarze III Rzeszy policji kryminalnej). Po utworzeniu RSHA, Kripo stała się jednym z jego departamentów (Wydział V).
Nebe jako szef Kripo jest odpowiedzialny za zbrodnie popełnione przez tę instytucję. W szczególności uczestniczył on w organizowaniu terroru w krajach okupowanych, eksterminacji Żydów i Cyganów oraz przeprowadzaniu eksperymentów pseudomedycznych na więźniach obozów koncentracyjnych. Nebe był także od początku związany z akcją T4 (polecił m.in. swojemu podwładnemu, dr. Albertowi Widmannowi, by pomógł Kancelarii Rzeszy w opracowaniu najlepszej metody zabijania umysłowo chorych i inwalidów). W marcu 1944, po tzw. Wielkiej Ucieczce alianckich jeńców wojennych ze Stalagu w Żaganiu, na rozkaz Heinricha Müllera (szefa Gestapo), Nebe wyselekcjonował 50 z 73 schwytanych jeńców w celu dokonania ich egzekucji.
Nebe zgłosił się na ochotnika do udziału w kampanii przeciw ZSRR w charakterze dowódcy Einsatzgruppe B. Działała ona na froncie centralnym, przeprowadzając masowe rozstrzelania Żydów, Cyganów i innej ludności cywilnej oraz likwidując komisarzy bolszewickich. Od sierpnia do października 1941 jego oddziały wymordowały ok. 45 tysięcy ludzi. We wrześniu 1941 testował wraz z Widmannem nowe środki masowej zagłady (zwłaszcza materiały wybuchowe), by zastąpić nimi masowe rozstrzelania. Ostatecznie naziści zaczęli stosować specjalne samochody-komory gazowe.
Od 1942 prezydent Interpolu (po śmierci Reinharda Heydricha w wyniku zamachu w Pradze).
Nebe należał także do opozycji antyhitlerowskiej w Niemczech. Współpracował z takimi opozycjonistami jak Ludwig Beck, Hans Oster i Hans Gisevius. Jest prawdopodobne, iż uczestniczył w spisku na życie Adolfa Hitlera 20 lipca 1944, choć następnie kierował aresztowaniami ludzi związanych z zamachem. Jednak już w trzy dni później (23 lipca) ukrył się koło Wannsee. Został wydalony z NSDAP i SS, a 16 stycznia 1945 aresztowało go gestapo. Trybunał Ludowy skazał Nebego za zdradę na karę śmierci. Arthur Nebe został prawdopodobnie powieszony na fortepianowej strunie 21 marca 1945, choć znaleźli się świadkowie, którzy twierdzili, iż widzieli go po wojnie w Irlandii i we Włoszech.

## Odznaczenia
- 1914 EK I[1]
- 1914 EK II[1]
- 1939 Spange zum 1914 EK II[1]
- 1939 Spange zum 1914 EK I (dane niepewne)[1]
- Verwundetenabzeichen, 1918 in Schwarz[1]
- Medaille zur Erinnerung an den 1. Okt. 1938[1]
- Spange „Prager Burg"[1]
- Ehrenkreuz für Frontkämpfer[1]
- Dienstauszeichnungen der NSDAP[1]
- Polizei-Dienstauszeichnungen[1]
- Kriegsverdienstkreuz 2.Klasse mit Schwertern[2]
- Kriegsverdienstkreuz 1.Klasse mit Schwertern[2]